# Лем (приток Чепцы)
Лем — река в России, протекает по Большесосновскому району Пермского края и Шарканскому и Дебёсскому районам Удмуртии. Устье реки находится в 459 км по левому берегу Чепцы. Длина реки составляет 25 км, площадь водосборного бассейна — 174 км².
Исток реки в Шарканском районе Удмуртии в 2 км к северу от деревни Суроны неподалёку от границы с Пермским краем. Исток лежит на водоразделе Вятки и Сивы, рядом берёт начало река Потка. Течёт от истока на северо-восток, затем поворачивает на север и северо-запад. Вскоре после истока перетекает в Большесосновский район Пермского края, по которому и проделывает большую часть течения, в нижнем течении вновь возвращается в Удмуртию, в Дебёсский район.
Притоки — Малая Кизнинка, Большая Кизнинка, Алембайка, Вязовка (левые); Иганка, Семенкасс (правые). На реке стоит село Солоды и деревни Киприно, Русский Лем (Пермский край); Удмуртский Лем (Удмуртия). Впадает в Чепцу напротив деревни Нижняя Пыхта.

## Данные водного реестра
По данным государственного водного реестра России относится к Камскому бассейновому округу, водохозяйственный участок реки — Чепца от истока до устья, речной подбассейн реки Вятка. Речной бассейн реки — Кама.
Код объекта в государственном водном реестре — 10010300112111100032394.